# Toxorhynchites zairensis
Toxorhynchites zairensis är en tvåvingeart som beskrevs av Ribeiro 2005. Toxorhynchites zairensis ingår i släktet Toxorhynchites och familjen stickmyggor.
Artens utbredningsområde är Kongo. Inga underarter finns listade i Catalogue of Life.